# Hysteropterum paludum
Hysteropterum paludum är en insektsart som beskrevs av De Bergevin 1918. Hysteropterum paludum ingår i släktet Hysteropterum och familjen sköldstritar. Inga underarter finns listade i Catalogue of Life.